# Galipea
Galipea là một chi thực vật thuộc họ Rutaceae.
Bao gồm các loài:
- Galipea dasysperma
- Galipea granulosa
- Galipea longiflora
- Galipea ossana, DC.
- Galipea panamensis
- Galipea trifoliata

Galipea officinalis is currently a synonym of Angostura trifoliata.

## Hình ảnh

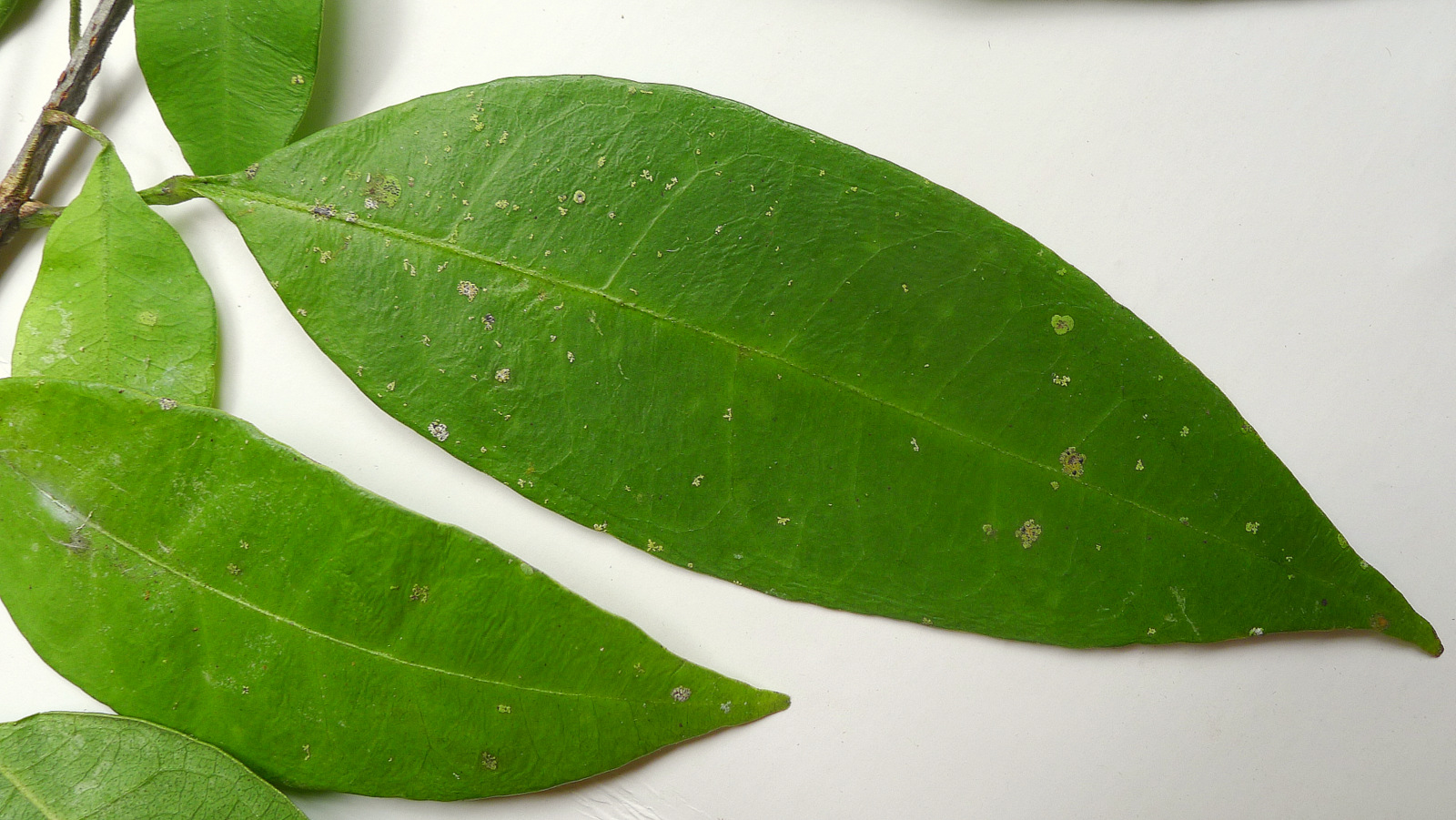
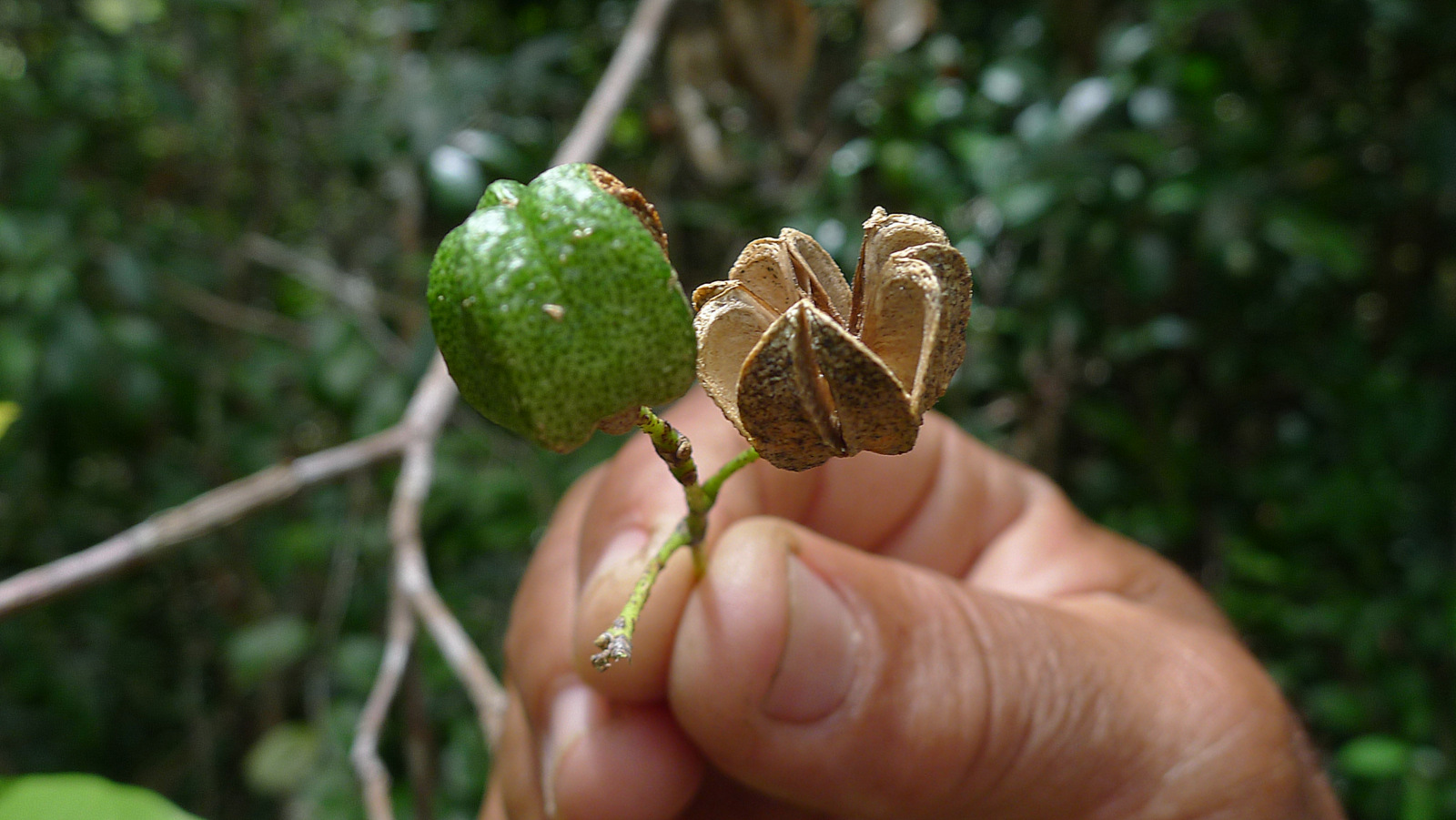
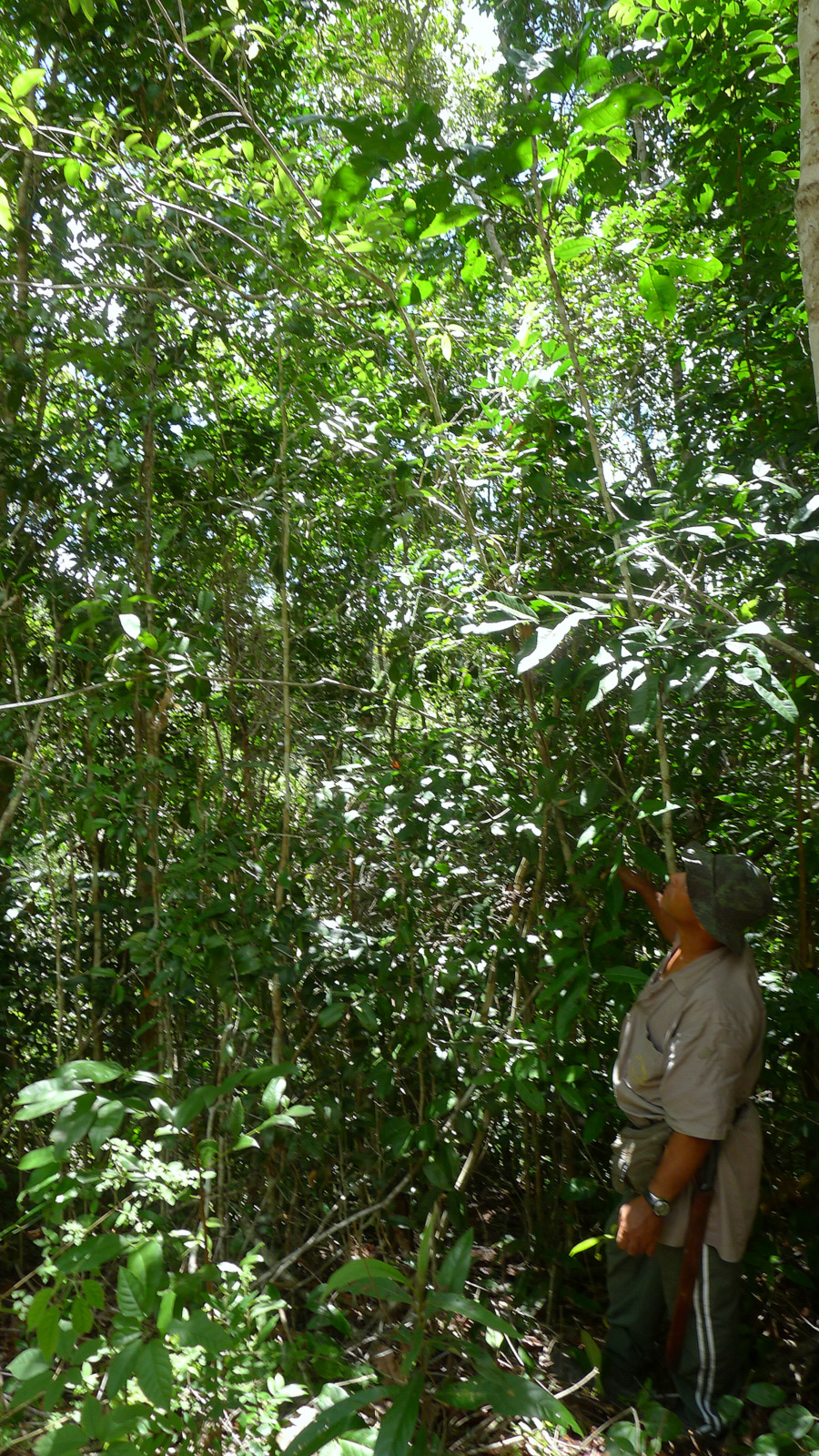
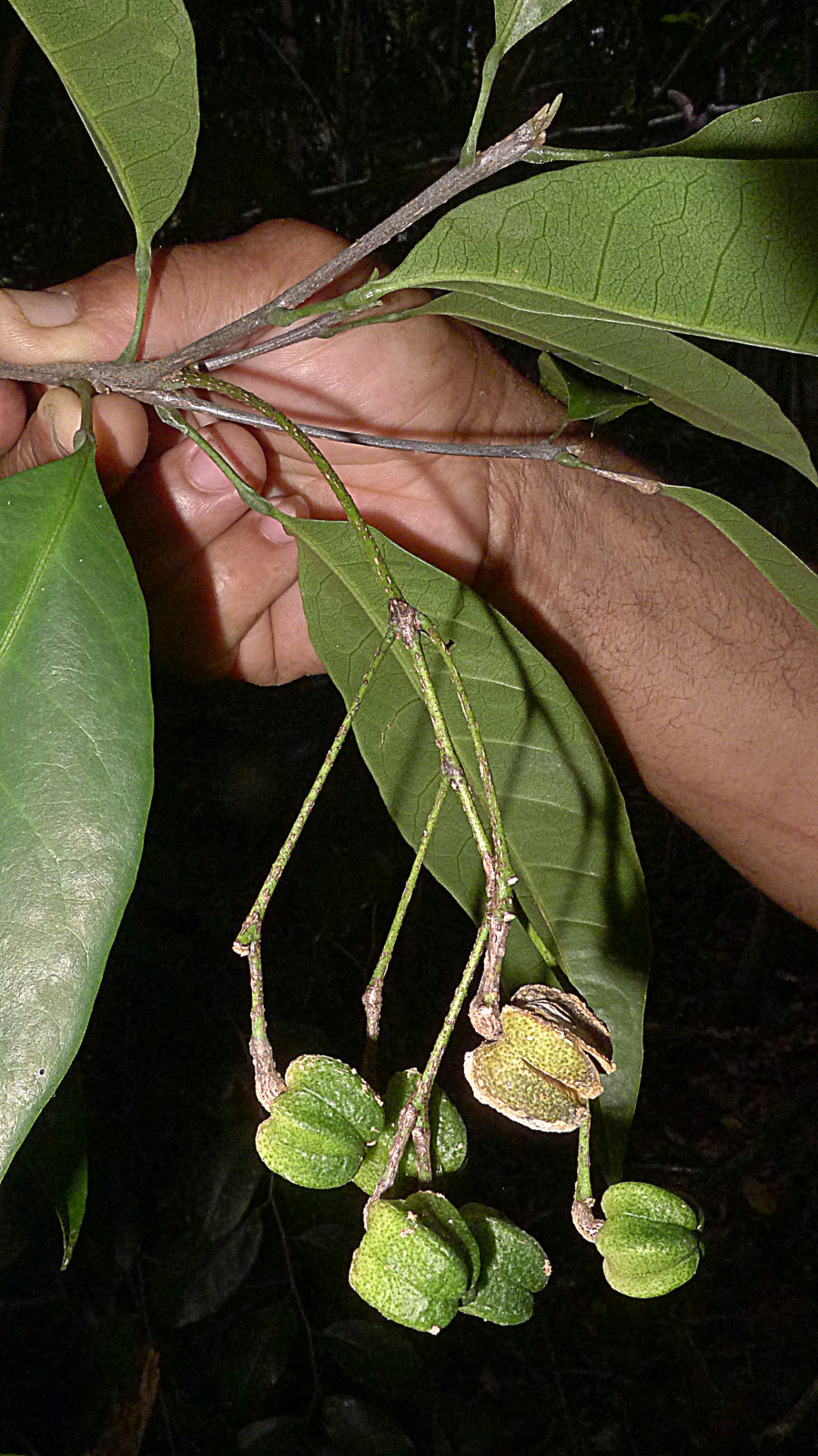